# Mazda 626
Pour les articles homonymes, voir Capella.
La 626 (Capella au Japon) est une automobile du constructeur automobile japonais Mazda. Elle commence sa carrière en 1970 sous le nom Capella puis devient 626 à l'exportation à partir de sa deuxième génération, en 1978. Elle laisse place en 2002, et après cinq générations, à la Mazda 6.

## Avant la 626, la Capella (1970 - 1978)

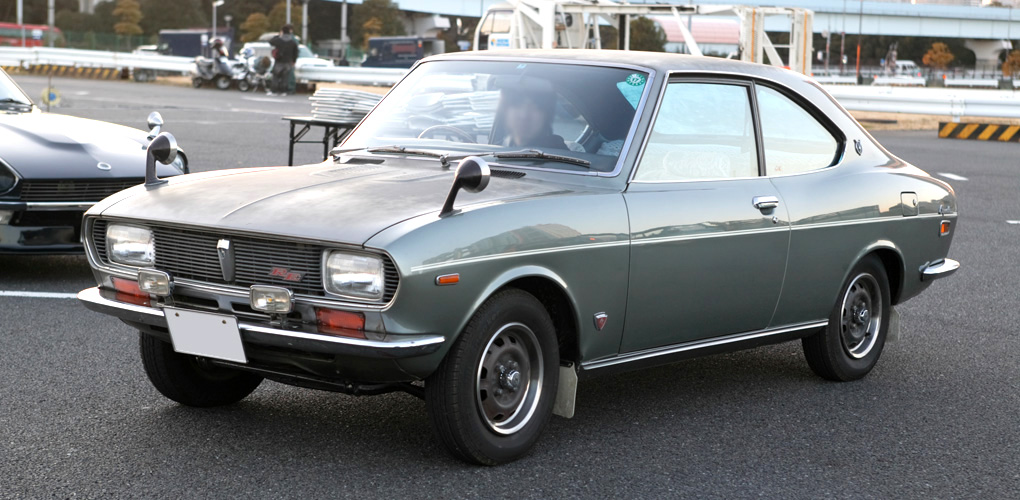
Le coupé Capella.

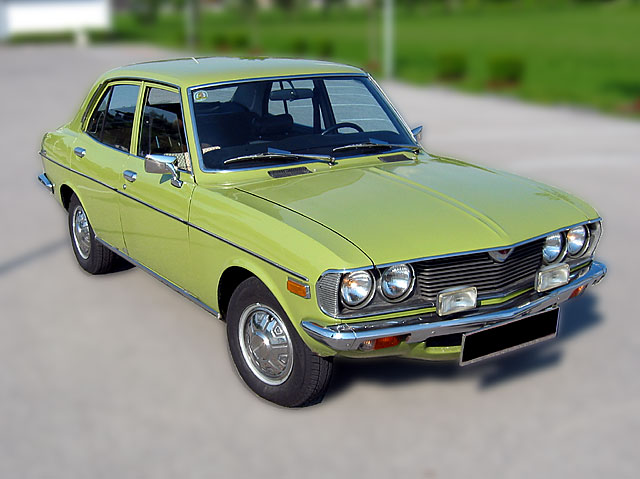
La Capella phase 2,
appelée 616 à l'exportation.

Avant qu'elle n'adopte le nom de 626 à l'exportation, la familiale de Mazda a débuté sous l'appellation Capella. Un nom qu'elle conservera ensuite au Japon.
Lancée en 1970, cette Mazda se décline en berline 4 portes et coupé. Elle est techniquement proche de la Luce mais profite de son plus jeune âge pour remplacer les antiques ressorts à lames à l'arrière par des ressorts hélicoïdaux. Au Japon la gamme débute avec un 1.5 de 92 ch tandis que le moteur destiné à l'exportation est un 1.6 de 106 ch (SAE).
Il existe aussi une version dotée du moteur bi-rotor, spécialité Mazda du moment déclinée sur une large partie de sa gamme. Cette version s'appelle alors Capella Rotary au Japon, ou RX-2 à l'exportation. C'est d'ailleurs avec une Capella Rotary qu'en novembre 1971 Mazda fêtera la sortie de sa 200 000 voiture équipée d'un moteur à pistons rotatifs.
En mai 1974, la Capella bénéficie d'un restylage qui se caractérise par un avant un peu plus pointu, allongeant la carrosserie de 11 cm. À l'exportation, elle quitte alors son patronyme japonais et devient la Mazda 616. Le reste évolue peu mais les moteurs se déclinent dans des versions "anti-pollution" notamment pour répondre aux nouvelles normes du marché américain. Le 1.5 disparaît, pendant que le 1.6 voit ainsi sa puissance ramenée à 100 puis 90 ch. Un nouveau 1.8 propose soit 110 ch soit 100 ch dans sa version "anti-pollution". Enfin, le bi-rotor de 130 ch est également décliné en versions "propres" (pour l'époque) 125 et même 120 ch.

## 626 première génération (1978 - 1982)
La première génération de 626 sort en octobre 1978. Elle s'appelle Capella au Japon, où une première génération de Capella a déjà été commercialisée entre 1970 et 1978. Cette première 626, le nom de la familiale de Mazda à l'exportation (sauf en Grande-Bretagne, où elle devient Mazda Montrose), est ainsi en même temps la deuxième génération de Capella.
Deux carrosseries sont proposées : une berline classique à 4 portes ou un coupé, appelé Hardtop, à 2 portes et 4 places, légèrement plus bas et mieux profilé. Son coefficient aérodynamique (Cx) descend en effet à 0,39 contre 0,42 pour la berline.
La première 626 est une propulsion.

## 626 deuxième génération (1982 - 1987)
Qu'on ne s'y trompe pas : si cette deuxième génération de 626 dispose d'un empattement identique à celui de la version précédente, il s'agit pourtant d'une voiture 100 % nouvelle. La plate-forme est inédite et la familiale de Mazda est désormais une traction, forte de quatre roues indépendantes.
Cette Mazda est présentée en octobre 1982 au Japon, toujours sous l'appellation Capella, et en mars 1983 en Europe sous son patronyme 626 d'exportation. Elle est commercialisée en France à partir de l'été 1983 avec le moteur 1,6 litre de 80 ch et fin 1983 en 2 litres à carburateur (101 ch). Les versions diesels et 2 litres injection essence n'arrivent que dans le courant 1984, au moment où le marché japonais accueille une version 2 litres essence forte de 145 ch. Le diesel, qui développe 72 ch au Japon, voit sa puissance ramenée à 64 ch en Europe, et même à 62 ch sur certains marchés, dont la France.
Cette nouvelle 626 se décline en trois carrosseries : berline 2 ou 3 volumes à 5 ou 4 portes et coupé deux portes trois volumes. Toutes ces variantes seront disponibles sur le marché français, le coupé n'étant proposé qu'en essence. Selon les marchés, le duo Capella / 626 est livrable en boîte manuelle 4 ou 5 vitesses ou en automatique à 3 rapports. En France, seule la boîte manuelle 5 vitesses est retenue.
Produite dans la nouvelle usine Mazda d'Hofu au Japon, cette 626 / Capella affiche une ligne moderne et un coefficient aérodynamique plutôt honnête pour l'époque, avec un Cx de 0,36 pour les berlines, qui descend à 0,34 en Coupé.
La gamme sera restylée au printemps 1985 avec, à la clé, quelques évolutions moteurs, les puissances étant généralement revues à la baisse au Japon et aux États-Unis afin de mieux satisfaire aux normes anti-pollution.
À la suite d'un accord signé entre Ford et Mazda en 1983, la 626 deviendra Ford Telstar en Australie et même au… Japon, aux côtés de la Mazda Capella, mais avec un positionnement davantage haut de gamme.

## 626 troisième génération (1987 - 1991)

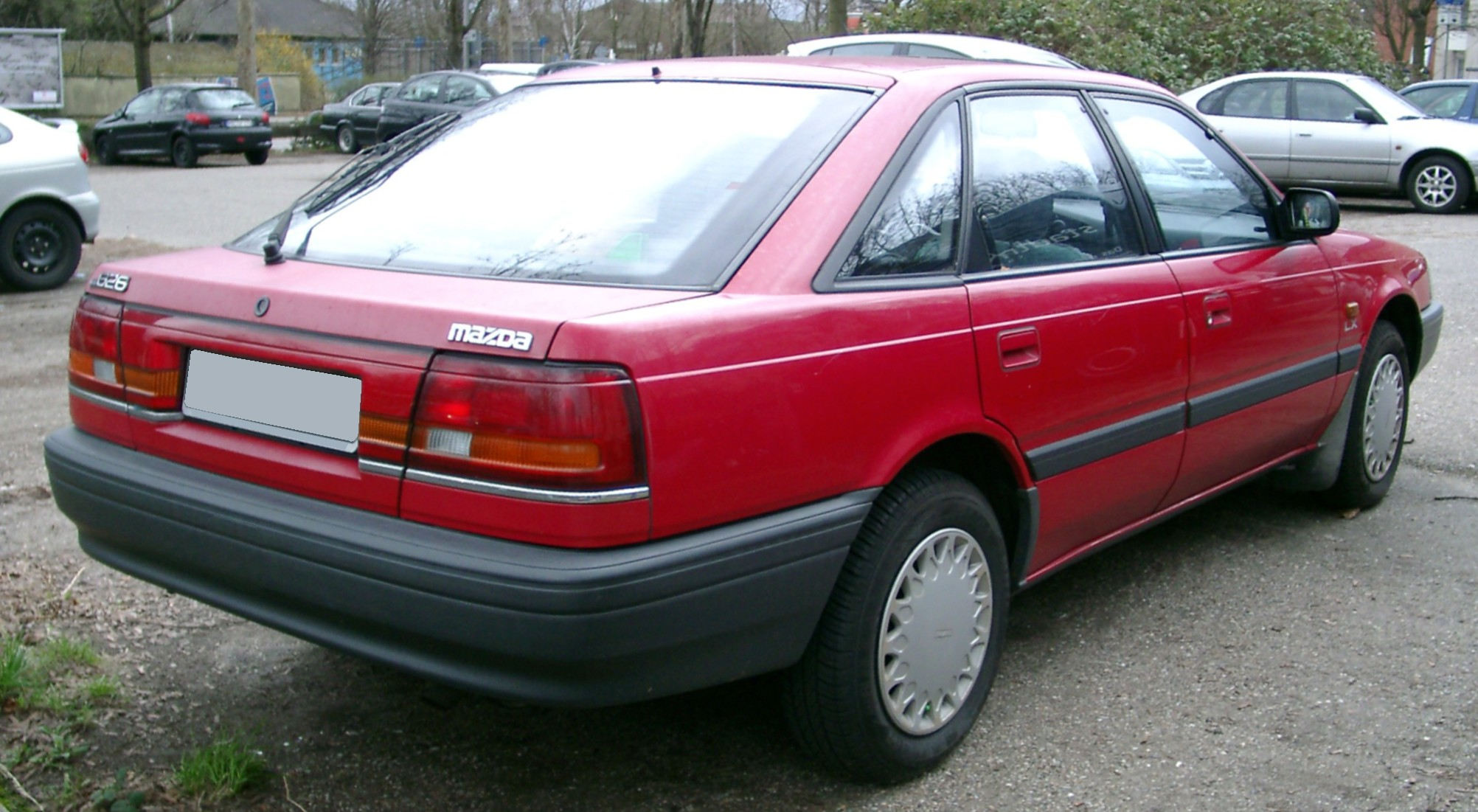
La 626 en deux volumes, 5 portes.

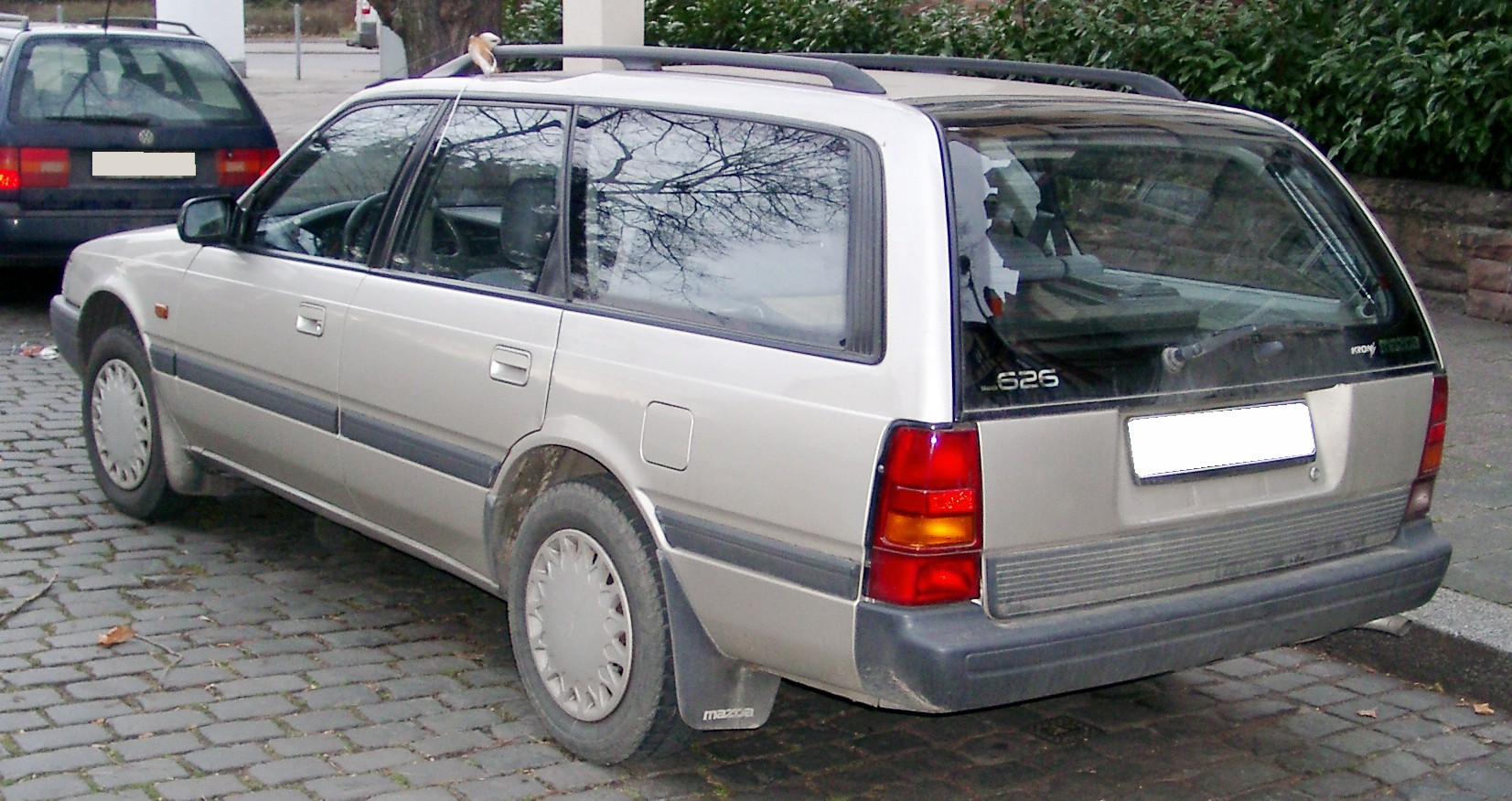
Le break 626.

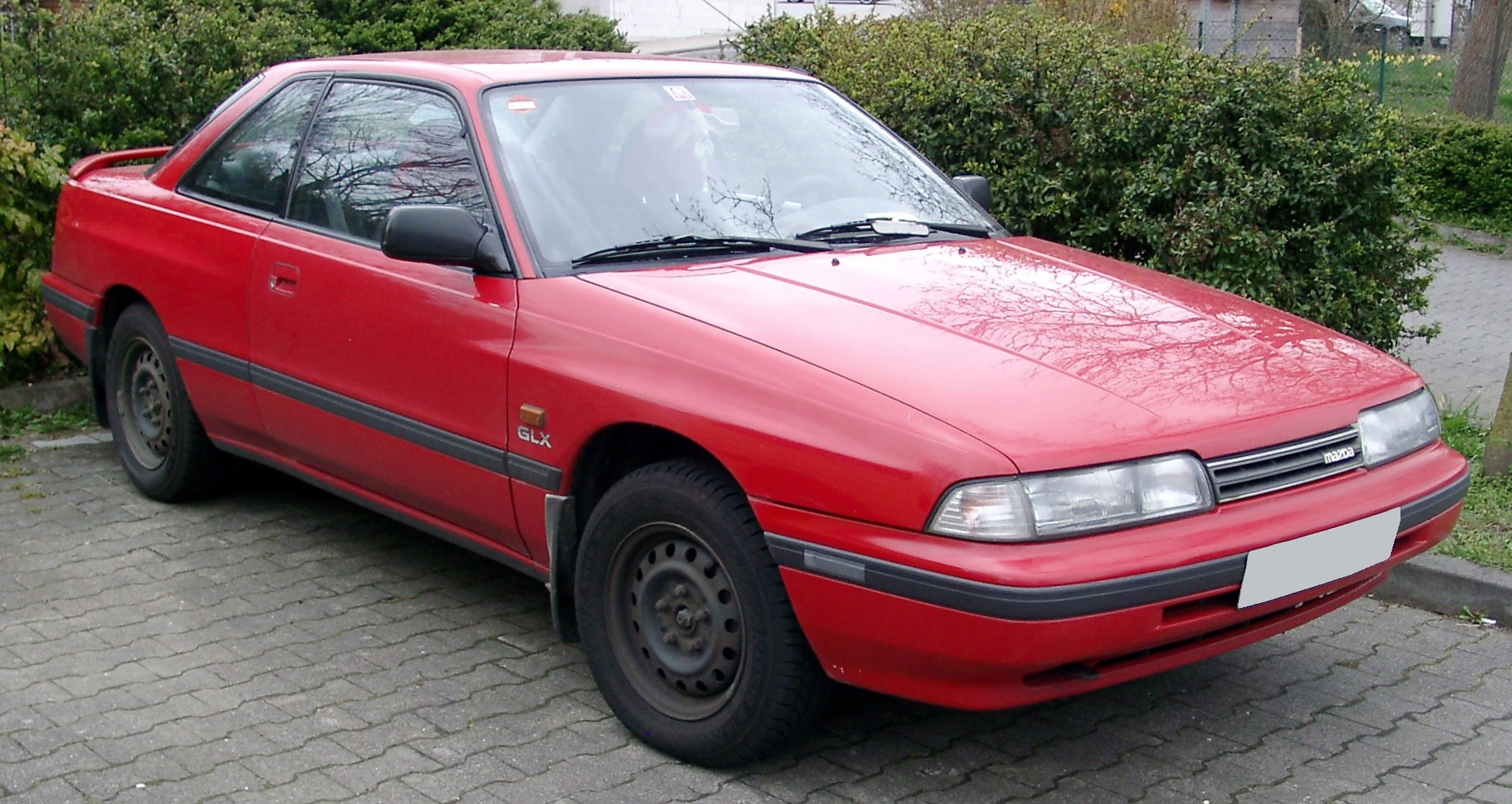
626 coupé 2 portes.

Cette troisième génération de 626 arrive en mai 1987 au Japon, toujours sous le nom Capella, et à l'automne suivant en Europe.
Elle se décline en berlines 4 ou 5 portes (qui affichent un Cx de 0,34), en break (appelé Capella Cargo au Japon) et en coupé 2 portes. Ce dernier repose sur un empattement plus court.
Sa gamme de moteurs est toujours plus large et techniquement, la 626 se distingue par deux innovations : une version 4 roues directrices (4WS) équipée du premier système électronique du genre (en opposition au système mécanique de Honda). Les roues arrière tournent dans le sens opposé des roues avant jusqu'à 35 km/h, et dans le même sens au-delà, l'angle des roues arrière ne dépassant toutefois pas les 5°. Ces versions 4WS voient leur réservoir d'essence ramené de 60 à 57 litres.
Autre innovation : le diesel s'équipe d'un compresseur "Comprex" (issu d'une technologie suisse à onde de pression), une suralimentation qui apporte un surcroît de puissance de 14 ch.
Un restylage en 1990 fait légèrement évoluer la carrosserie et les moteurs (calandre et feux arrière du point de vue esthétique, amortissement et insonorisation du point de vue technique). En Europe, le 1.8 de base passe de 8 à 16 soupapes et de 90 à 94 ch tandis que le programme d'importation comprend désormais aussi un 2,2 litres essence qui vient épauler le 2 litres. Avec 115 ch, il se place entre les deux versions du 2 litres déjà existantes (le 109 ch à carburateur et simple arbre à cames en tête, et le 148 ch, injection et double arbre) mais il s'associe surtout à une transmission intégrale. Tous les moteurs de la 626 disposent d'un alésage commun de 86 mm, la course variant selon les versions : 77 mm pour le 1.8, 86 pour le 2 litres et 94 pour le 2.2. Excepté le petit 1,6 litre qui dispose de ses propres cotes (78 x 83,6 mm).
Cette génération de 626 connaîtra un bon succès en France puisqu'en 1989, avec 8 159 exemplaires vendus, elle sera la japonaise la plus diffusée dans l'hexagone, devant la Toyota Corolla (7 217 ventes) et le Mazda 323 (6 488 immatriculations). En 1990, elle rétrogradera à la quatrième place des japonaises les plus vendues en France, derrière les Mazda 323, Nissan Micra et Nissan Sunny.
Le break poursuivra sa carrière en parallèle avec celle de la 626 suivante (quatrième génération). Ce break dispose de deux finitions : LX et GLX.
La finition GLX ajoute au niveau LX des barres de toit sur la diesel, et un toit ouvrant sur la variante essence. Une Mazda 626 2000 GLX D 3, à 126 300 francs (en 1996), reçoit une troisième banquette, ce qui permet d'accueillir six passagers.
|                          | 626 break 2000 LXi | 626 break 2000 GLXi | 626 break 2000 LX D | 626 break 2000 GLX D |
| Prix frcs TTC (1996)     | 103 990            | 114 100             | 114 100             | 123 200              |
| Puissance fiscale        | 9                  | 9                   | 6                   | 6                    |
| Boîte automatique        | non                | non                 | non                 | non                  |
| ABS                      | non                | non                 | non                 | non                  |
| Airbag                   | non                | non                 | non                 | non                  |
| Banquette arrière fract. | série              | série               | série               | série                |
| Climatisation            | 10 000 F           | 10 000 F            | 10 000 F            | 10 000 F             |
| Direction assistée       | série              | série               | série               | série                |
| Radio K7                 | 1 490 F            | 1 490 F             | 1 490 F             | 1 490 F              |
| Jantes alliage           | non                | non                 | non                 | non                  |
| Sellerie cuir            | 9 000 F            | 9 000 F             | 9 000 F             | 9 000 F              |
| Toit ouvrant             | non                | série               | non                 | non                  |
| Verrouillage centralisé  | non                | série               | non                 | série                |
| Vitres électriques       | non                | série               | non                 | série                |

|                                 | 626 2000 D | 626 2000 D break | 626 2000 D Comprex | 626 2000 D Comprex break                                                                                                |
| Moteur - disposition            | 4 cylindres en ligne - transversale                                                                                     | 4 cylindres en ligne - transversale                                                                                     | 4 cylindres en ligne - transversale                                                                                     | 4 cylindres en ligne - transversale                                                                                     |
| Distribution - soupape par cyl. | 1 ACT (courroie) - 2 | 1 ACT (courroie) - 2 | 1 ACT (courroie) - 2 | 1 ACT (courroie) - 2 |
| Alimentation                    | Pompe à injection (injection mécanique)                                                                                 | Pompe à injection (injection mécanique)                                                                                 | Pompe à injection (injection mécanique)                                                                                 | Pompe à injection (injection mécanique)                                                                                 |
| Suralimentation                 | non | non | 1 compresseur | 1 compresseur |
| Cylindrée (cm³)                 | 1 998 | 1 998 | 1 998 | 1 998 |
| Alésage x Course (mm)           | 86 x 86 | 86 x 86 | 86 x 86 | 86 x 86 |
| Puissance maxi (ch à tr/min)    | 61 à 4 000 | 61 à 4 000 | 75 à 4 000 | 75 à 4 000 |
| Couple maxi (mkg à tr/min)      | 12,3 à 2 750 | 12,3 à 2 750 | 17,2 à 2 000 | 17,2 à 2 000 |
| Poids / Puissance (kg/ch)       | 19,2 | 20,8 | 17,1 | 16,1 |
| Transmission                    | traction | traction | traction | traction |
| Boîte de vitesses               | à 5 rapports | à 5 rapports | à 5 rapports | à 5 rapports |
| Châssis - Suspension avant      | type McPherson (triangles) + barre antiroulis - Roues indépendantes, ressorts hélicoïdaux                               | type McPherson (triangles) + barre antiroulis - Roues indépendantes, ressorts hélicoïdaux                               | type McPherson (triangles) + barre antiroulis - Roues indépendantes, ressorts hélicoïdaux                               | type McPherson (triangles) + barre antiroulis - Roues indépendantes, ressorts hélicoïdaux                               |
| Arrière                         | type McPherson, biellettes parallèles, bras longitudinal + barre antiroulis - Roues indépendantes, ressorts hélicoïdaux | type McPherson, biellettes parallèles, bras longitudinal + barre antiroulis - Roues indépendantes, ressorts hélicoïdaux | type McPherson, biellettes parallèles, bras longitudinal + barre antiroulis - Roues indépendantes, ressorts hélicoïdaux | type McPherson, biellettes parallèles, bras longitudinal + barre antiroulis - Roues indépendantes, ressorts hélicoïdaux |
| Direction                       | à crémaillère, assistée                                                                                                 | à crémaillère, assistée                                                                                                 | à crémaillère, assistée                                                                                                 | à crémaillère, assistée                                                                                                 |
| Frein avant / arrière           | disques ventilés / disques                                                                                              | disques ventilés / disques                                                                                              | disques ventilés / disques                                                                                              | disques ventilés / disques                                                                                              |
| Poids total (kg)                | 1 170 | 1 270 | 1 285 | 1 205 |
| Charge utile (kg)               | | | 430 | 555 |
| Vitesse maxi (km/h)             | 154 | 149 | 161 | 160 |
| Consommation à 90 km/h          | 4,8 l/100 km | 5,6 l/100 km | 5,2 l/100 km | 5,5 l/100 km |
| Consommation à 120 km/h         | 7,1 l/100 km | 7,8 l/100 km | 7,0 l/100 km | 7,3 l/100 km |
| Consommation urbaine            | 7,1 l/100 km | 7,4 l/100 km | 8,1 l/100 km | 7,8 l/100 km |
| Réservoir (litres)              | 60 | 60 | 60 | 60 |
| Dimensions (L x l x h)          | berline : 4 515 x 1 690 x 1 375 mm, break : 4 590 x 1 690 x 1 430 mm                                                    | berline : 4 515 x 1 690 x 1 375 mm, break : 4 590 x 1 690 x 1 430 mm                                                    | berline : 4 515 x 1 690 x 1 375 mm, break : 4 590 x 1 690 x 1 430 mm                                                    | berline : 4 515 x 1 690 x 1 375 mm, break : 4 590 x 1 690 x 1 430 mm                                                    |

## 626 quatrième génération (1991 - 1997)

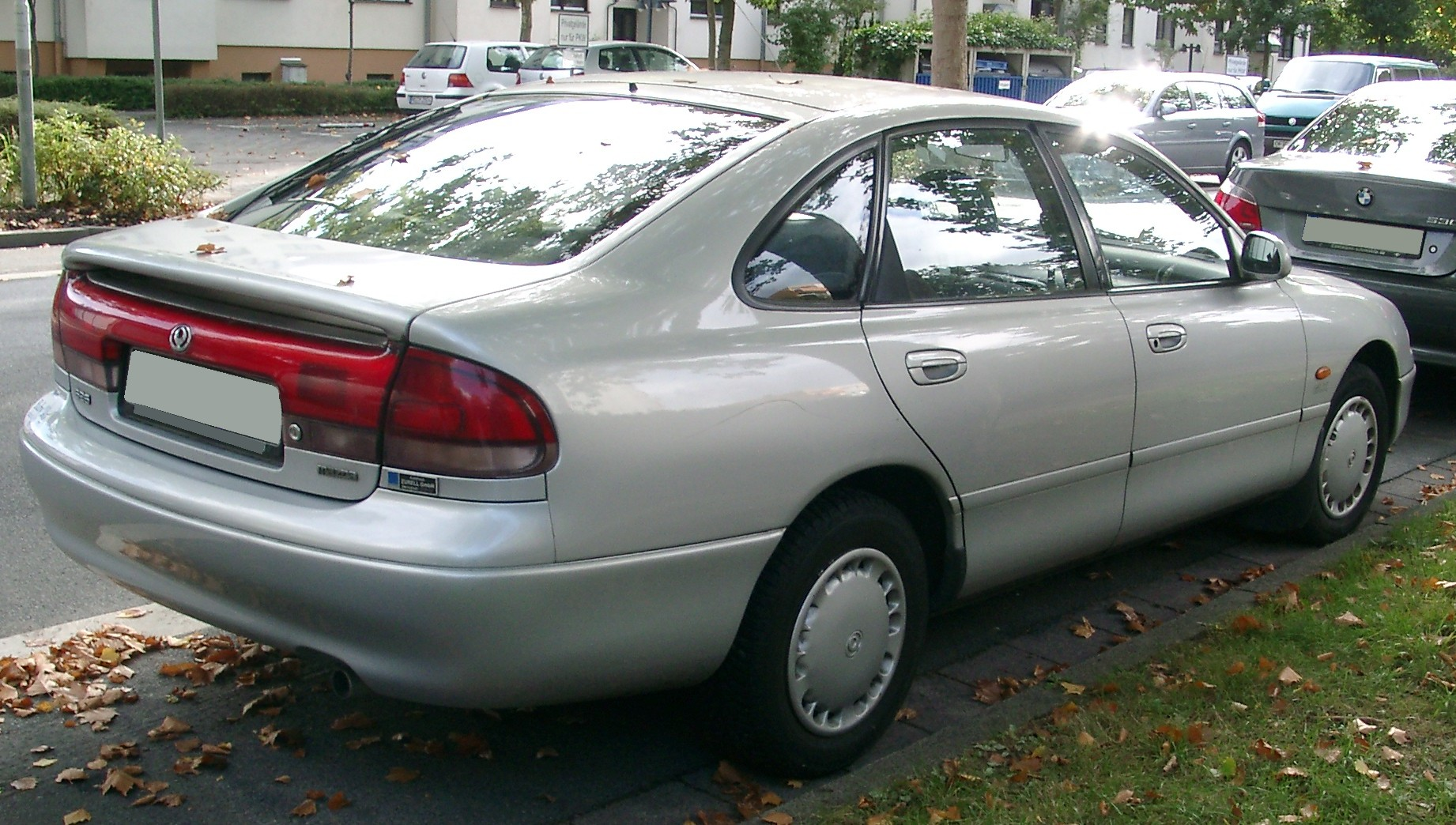
Vue 3/4 arrière de la 5 portes.

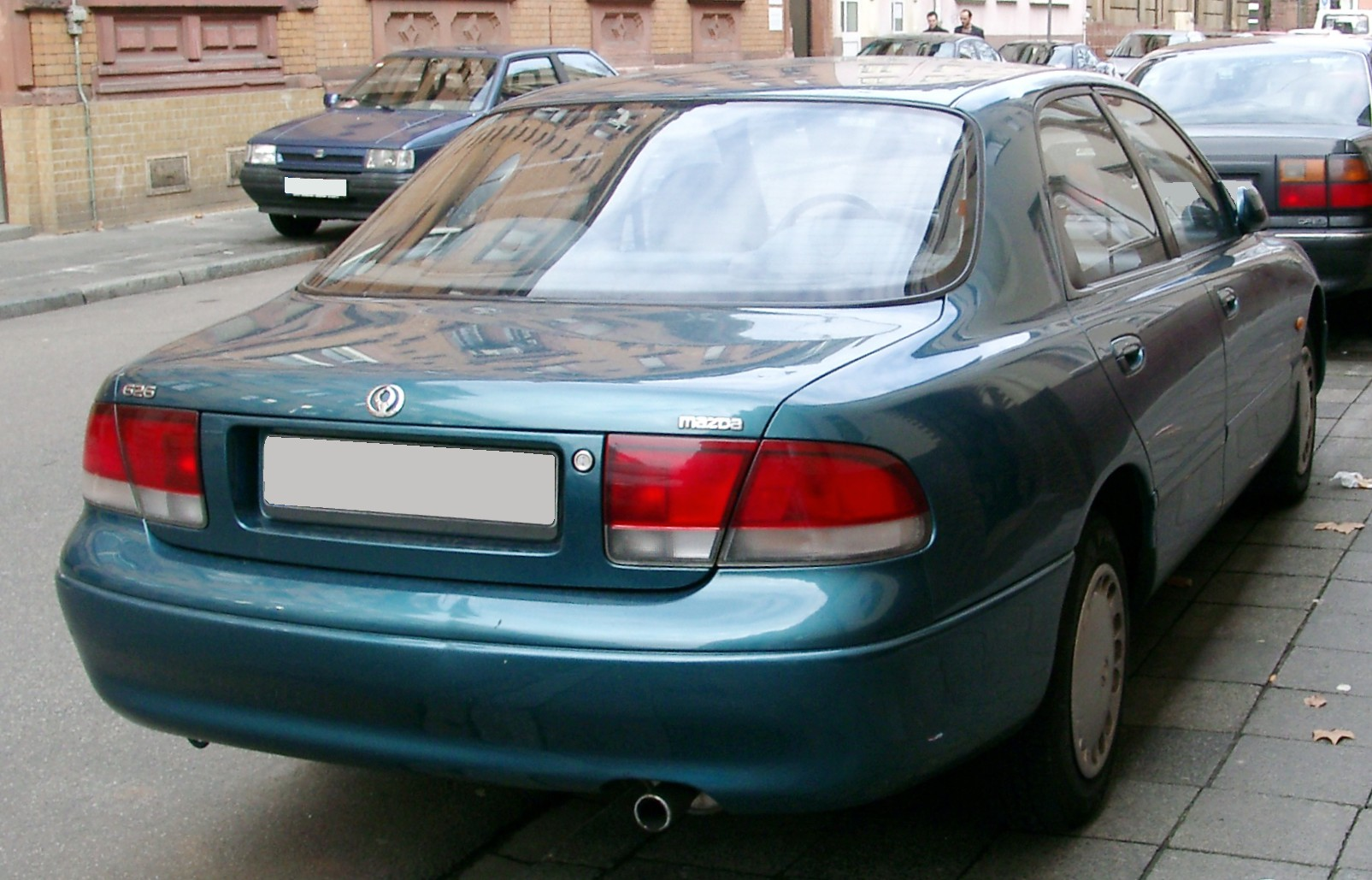
Vue 3/4 arrière de la 4 portes.

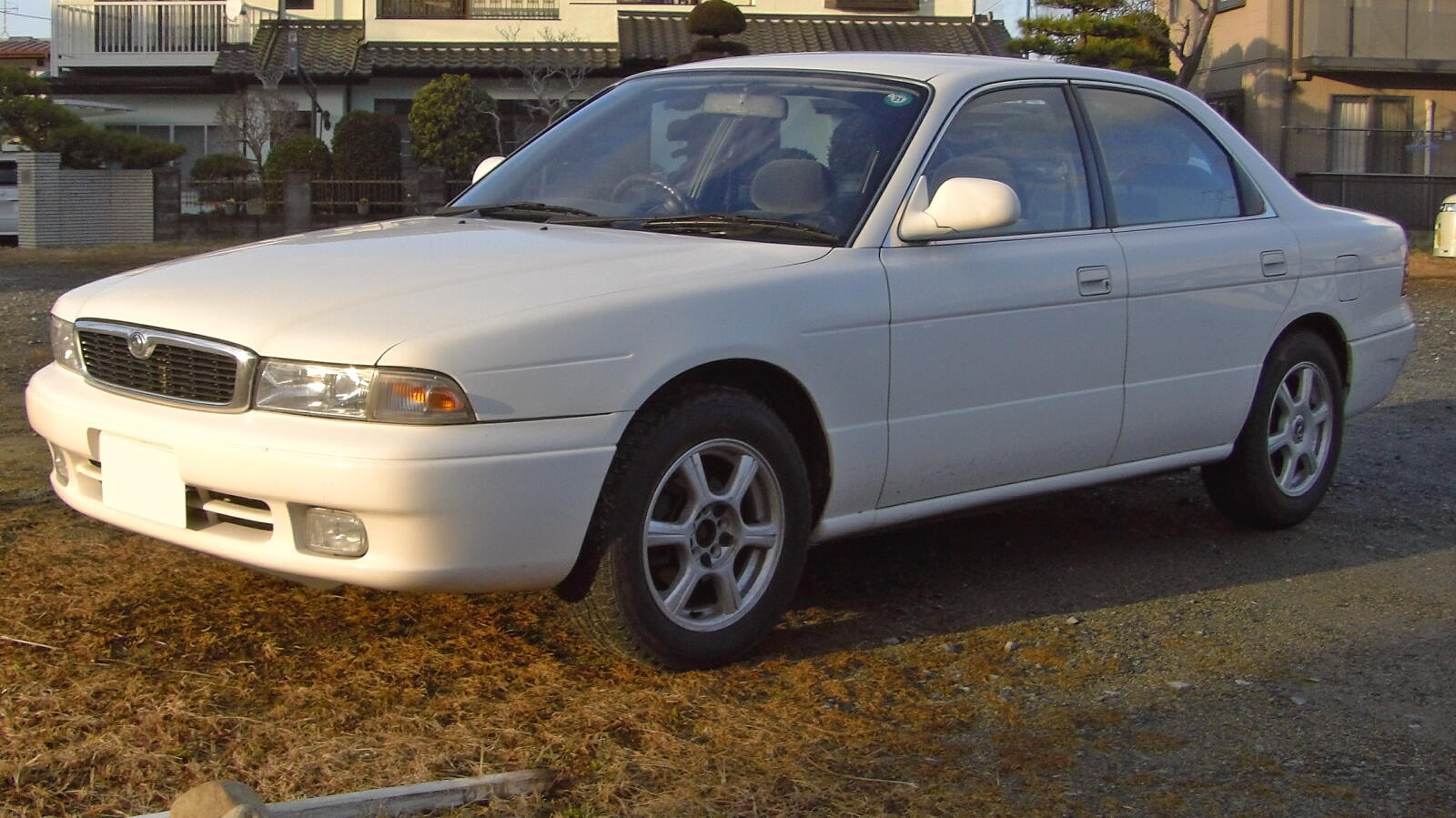
En 1994, retour de la Capella au Japon, avec
une carrosserie spécifique.

La quatrième génération de 626 arrive en 1991. D'une ligne plutôt sage mais toute en courbes (style dit "bio-design"), elle va témoigner, comme les 323 et 929 à peu près à la même époque, d'une certaine "déstructuration" de la gamme chez Mazda. Elle repose sur une plate-forme partagée avec Ford sur laquelle celui-ci a élaboré son coupé Probe.
- Une gamme démembrée

La nouvelle 626 se présente sous la forme d'une berline classique trois volumes 4 portes (au Cx de 0,30), appelée cette fois non plus Capella mais Cronos au Japon. Ou en berline 5 portes (au Cx de 0,29), alors appelée au Japon Ẽfini MS-6 (prononcer "Anfini")... et Ford Telstar sur certains marchés. Elle s'appellera aussi ensuite, au Japon, sous sa forme trois volumes, Ẽfini MS-8 ainsi que Clef sous le réseau et label Autozam créé par Mazda... Et pour finir, une version plus classique, à trois volumes 4 portes avec sa propre carrosserie mais élaborée sur la même plate-forme que le reste de la famille 626, reprendra à partir de 1994, l'appellation Capella au Japon !
Cette plate-forme servira également à partir de 1992 à élaborer la Xedos 6, appelée Eunos 500 au Japon.
Le coupé a désormais pris sa liberté et se sépare de la gamme 626, recevant l'appellation MX-6.
Quant au break, il poursuit sa carrière sous l'ancienne version. Cette génération de 626 ne sera en effet pas déclinée en break.
- Des prix revus à la hausse

Plus longue de 18 cm que sa devancière, plus large et ayant davantage d'ambition, la nouvelle 626 monte ses prix. En France, l'importateur ne va d'ailleurs pas y aller de main morte : alors que la précédente gamme 626 débutait à 74 590 F en 1.8 4 portes, la nouvelle attaque à 104 790 F. Une augmentation de 40 % qui fera perdre, dans l'hexagone, une bonne partie de la clientèle à la 626. Japonaise la plus vendue en France en 1989, elle rétrogradera à la huitième place en 1992, avec des ventes qui auront fondu de 8 159 à 3 863 ; auxquelles on ajoutera éventuellement les 504 exemplaires de coupé MX-6. Mazda tentera de récupérer le coup en baissant plusieurs fois les prix. Le ticket d'entrée tombe ainsi à 99 990 F un an après le lancement, puis à 93 900 F en 1994. Mais entre-temps, la Nissan Primera est passée nettement devant.
- Des moteurs sophistiqués et un V6

La 626 n'est toutefois pas seulement plus grosse que sa devancière. Elle est aussi mieux équipée et mieux motorisée. Le petit 1,8 litre de 105 ch (115 et même 140 ch au Japon) a ainsi droit d'emblée à un double arbre à cames en tête. Tout comme le 2 litres de 115 ch (125 ch au Japon), qui l'épaule. Et surtout, la 626 s'équipe en haut de gamme d'un V6 2,5 litres de 165 ch. Les Japonais ont même droit à une version à compresseur de ce V6, affichant alors 200 ch.
Les quatre roues motrices restent disponibles mais au Japon seulement, sur le 2 litres, et les quatre roues directrices (système 4WS) sont toujours proposées, y compris en Europe, associées avec le V6.
En diesel, l'Europe a désormais droit au 2 litres Comprex réservé au marché japonais sur la précédente 626. Son compresseur à ondes de pression permet, sans développer beaucoup de puissance (75 ch seulement) d'obtenir une grande souplesse dès les plus bas régimes. Ce moteur, dont le système a été inventé par la société Suisse Brown-Bovery, aura droit à sa propre chaîne de fabrication, nouvellement installée en Autriche... mais n'aura pourtant pas de descendance.
Ce diesel profitera en revanche au vieux break 626 à partir de 1993.
- Petit restylage pour 1995

Quelques évolutions esthétiques sont apportées à la gamme pour 1995 mais sans modification majeure des moteurs.
En 1996, la gamme française est réduite : plus de 4 portes, ni l'ancien break. Ne reste donc que la berline 5 portes. Une gamme simplifiée, jusqu'à l'arrivée de la nouvelle et dernière génération de 626, en 1997.

## 626 cinquième génération (1997 - 2002)

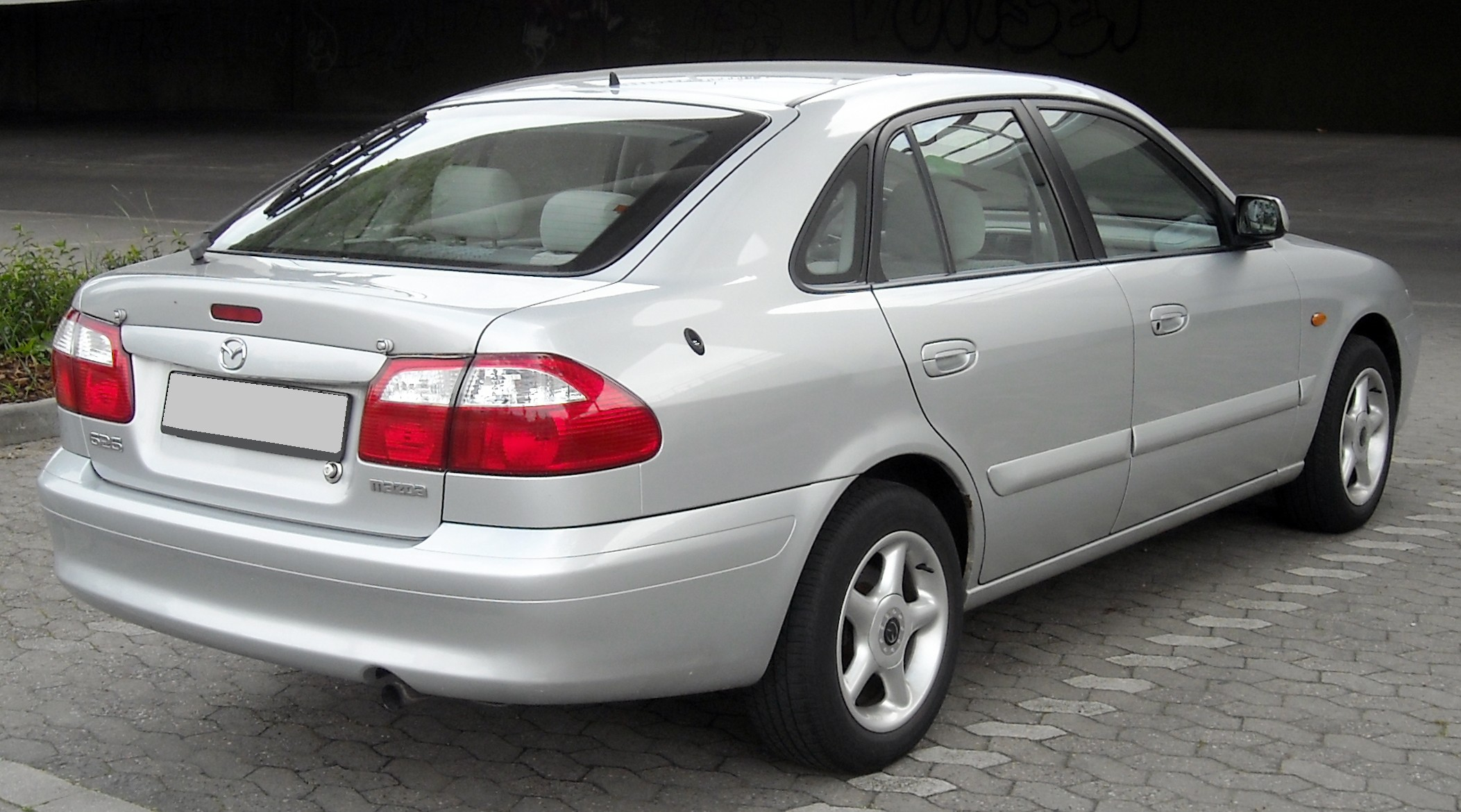
Vue 3/4 arrière
de la 5 portes.

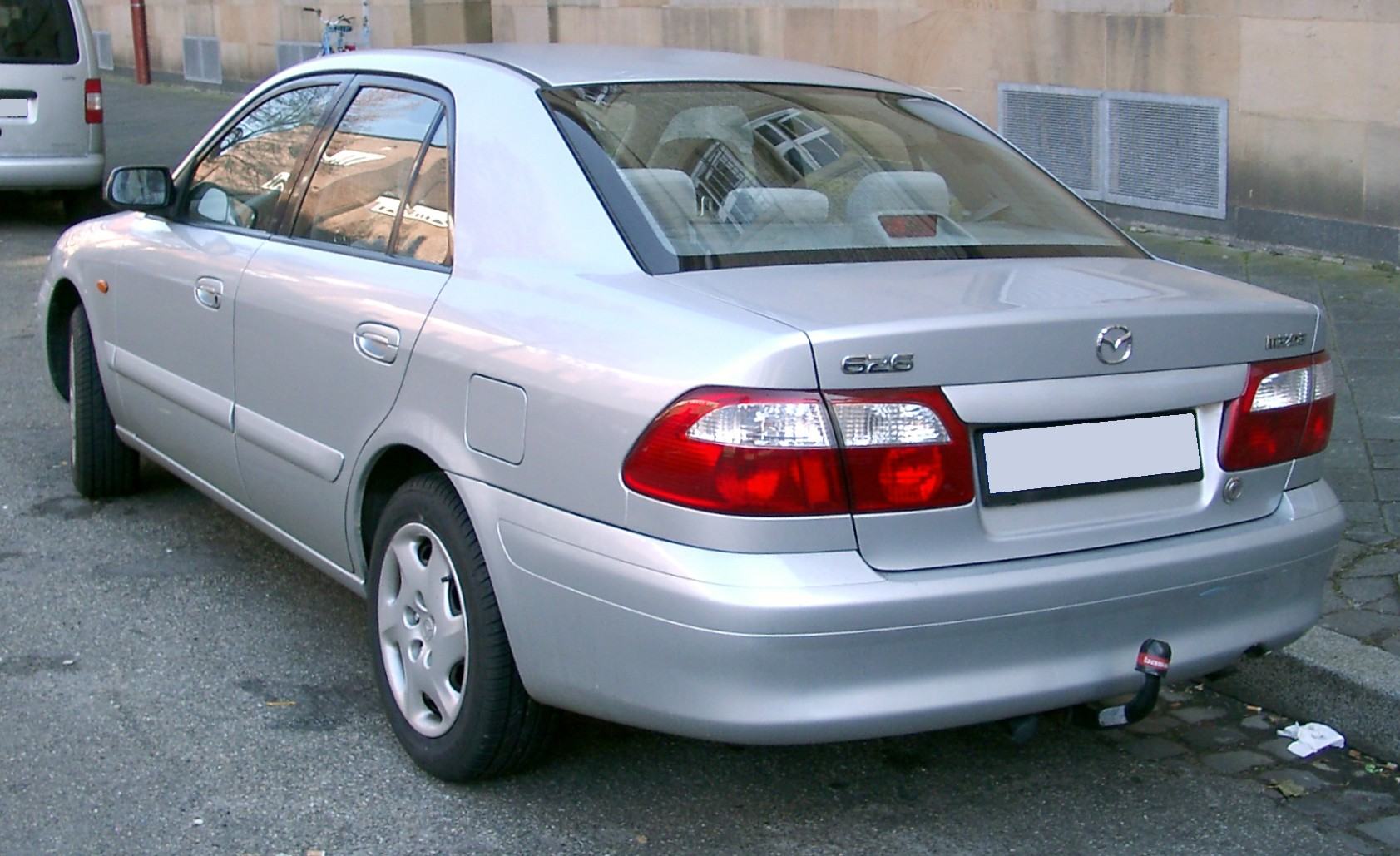
Vue 3/4 arrière
de la 4 portes.

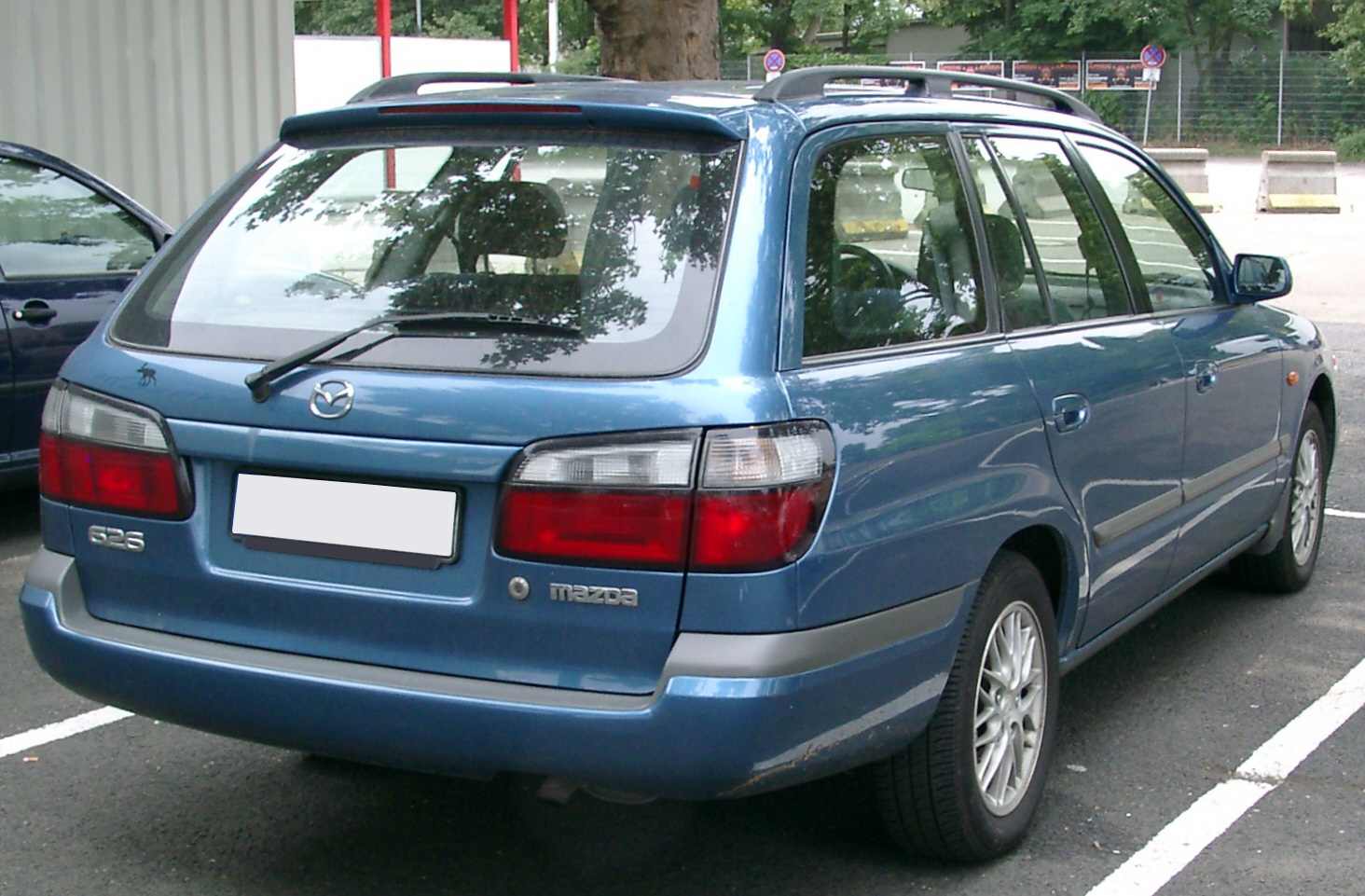
Vue 3/4 arrière du break.

Le dernier épisode de la saga Capella au Japon et 626 à l'exportation se joue entre 1997 et 2002. Ensuite, la familiale de Mazda prendra le nom d'Atenza au Japon et de Mazda 6 à l'export.
Après les tentatives de diversification de gammes, de montée en gamme et de création de nouveaux labels (Xedos, Eunos, Ẽfini...) qui se sont toutes soldées par des échecs, autant au Japon qu'aux États-Unis et en Europe, Mazda revient aux fondamentaux de cette berline moyenne : elle s'appelle de nouveau simplement Capella au Japon et 626 partout ailleurs. Elle retrouve également des dimensions plus en accord avec sa catégorie, perdant ainsi 12 cm de long.
Le style plutôt sage tourne le dos au "bio design" tout en rondeurs de la génération précédente. Il se décline sous trois carrosseries : berline deux volumes 5 portes, berline trois volumes 4 portes (qui apparaissent à l'été 1997 en Europe) et break. Ce dernier, lancé en janvier 1998, repose sur un empattement allongé de 6 cm.
Techniquement, la 626 retourne également vers davantage de simplicité. Si les 4 roues motrices restent disponibles au Japon, les 4 roues directrices ont définitivement disparu. Tout comme le diesel Comprex, remplacé par un "classique" turbo diesel à injection directe. Celui-ci est désormais réservé au marché européen, le Japon bannissant progressivement ce type de motorisations.
Le V6 essence poursuit sa carrière au Japon et aux États-Unis. À partir de cette époque, la 626 sera produite également aux États-Unis, pour mieux répondre à la demande locale.
- La gamme en France

En France, la gamme 626 se compose du 1,8 litre qui, pour des raisons de dépollution, a vu sa puissance chuter de 105 à 90 ch (alors qu'elle monte de 115 à 125 ch au Japon...), du 2 litres essence en 115 ch ou 136 ch (seulement en automatique dans ce dernier cas) et du 2 litres turbo diesel de 100 ch. En mai 1998, les 1.8 et 2.0 à boîte manuelle sont également déclinés en version GPL.
Un léger restylage intervient en novembre 1999 sur la berline et en mai 2000 sur le break. La gamme française se simplifie alors une nouvelle fois : le 1.8, qui remonte à 100 ch, n'est épaulé en essence que par le 2.0 136 ch, alors proposé en boîte manuelle ou automatique. Le turbo diesel passe, lui, à 110 ch et devient la seule motorisation disponible sur le break.